# Metepedanulus
Metepedanulus – rodzaj kosarzy z podrzędu Laniatores i rodziny Epedanidae. Gatunkiem typowym jest Metepedanulus sarasinorum.

## Występowanie
Przedstawiciele rodzaju są znani są dotąd z wysp Celebes i Borneo.

## Systematyka
Opisano dotąd zaledwie 2 gatunki z tego rodzaju:
- Metepedanulus sarasinorum Roewer, 1913
- Metepedanulus flavoelus Banks, 1931